# Färöische Fußballmeisterschaft 1963
Die Färöische Fußballmeisterschaft 1963 wurde in der Meistaradeildin genannten ersten färöischen Liga ausgetragen und war insgesamt die 21. Saison. Sie startete am 12. Mai 1963 mit dem Spiel von TB Tvøroyri gegen HB Tórshavn und endete am 18. August 1963.
Meister wurde HB Tórshavn, die den Titel somit zum dritten Mal erringen konnten. Titelverteidiger B36 Tórshavn landete auf dem dritten Platz. TB Tvøroyri blieb über die gesamte Spielzeit ohne Punktgewinn. Ohne Punkt blieben nach Einführung des Ligaspielbetriebs 1947 ansonsten nur MB Miðvágur 1947, B36 Tórshavn II 1948, VB Vágur 1949 sowie NSÍ Runavík 1976.
Im Vergleich zur Vorsaison verbesserte sich die Torquote auf 4,00 pro Spiel, was den höchsten Schnitt seit 1959 bedeutete. Den höchsten Sieg erzielte HB Tórshavn mit 5:0 im Auswärtsspiel gegen B36 Tórshavn. Das torreichste Spiel absolvierten B36 Tórshavn und KÍ Klaksvík mit einem 4:4.

## Modus
In der Meistaradeildin spielte jede Mannschaft an sechs Spieltagen jeweils zwei Mal gegen jede andere. Die punktbeste Mannschaft zu Saisonende stand als Meister dieser Liga fest, eine Abstiegsregelung gab es nicht.

## Saisonverlauf
HB Tórshavn gewann die ersten fünf Spiele, nur das Heimspiel am letzten Spieltag gegen KÍ Klaksvík wurde mit 0:1 verloren, konnte dafür auswärts mit 3:1 gewinnen. Da KÍ gegen B36 Tórshavn zweimal unentschieden spielte und HB alle restlichen Saisonspiele gewann, stand HB Tórshavn als Meister fest.

## Abschlusstabelle
| Pl. | Verein           | Sp. | S | U | N | Tore    | Quote | Punkte |
| --- | ---------------- | --- | - | - | - | ------- | ----- | ------ |
| 1.  | HB Tórshavn (P)  | 6   | 5 | 0 | 1 | 017:400 | 4,25  | 10:20  |
| 2.  | KÍ Klaksvík      | 6   | 3 | 2 | 1 | 013:110 | 1,18  | 08:40  |
| 3.  | B36 Tórshavn (M) | 6   | 2 | 2 | 2 | 012:170 | 0,71  | 06:60  |
| 4.  | TB Tvøroyri      | 6   | 0 | 0 | 6 | 006:160 | 0,38  | 0:12   |

Platzierungskriterien: 1. Punkte – 2. Torquotient
| (M) | Meister 1962     |
| (P) | Pokalsieger 1962 |

## Spiele und Ergebnisse
|              | B36 | HB  | KÍ  | TB  |
| ------------ | --- | --- | --- | --- |
| B36 Tórshavn |     | 0:5 | 4:4 | 3:2 |
| HB Tórshavn  | 3:1 |     | 0:1 | 4:0 |
| KÍ Klaksvík  | 2:2 | 1:3 |     | 2:0 |
| TB Tvøroyri  | 1:2 | 1:2 | 2:3 |     |

## Spielstätten
| Mannschaft   | Stadion        | Spielort |
| ------------ | -------------- | -------- |
| B36 Tórshavn | Gundadalur     | Tórshavn |
| HB Tórshavn  | Gundadalur     | Tórshavn |
| KÍ Klaksvík  | Við Djúpumýrar | Klaksvík |
| TB Tvøroyri  | Sevmýri        | Tvøroyri |

## Nationaler Pokal
Im Landespokal gewann HB Tórshavn mit 7:1 gegen B36 Tórshavn und erreichte dadurch das Double.